# Rubens Lopes

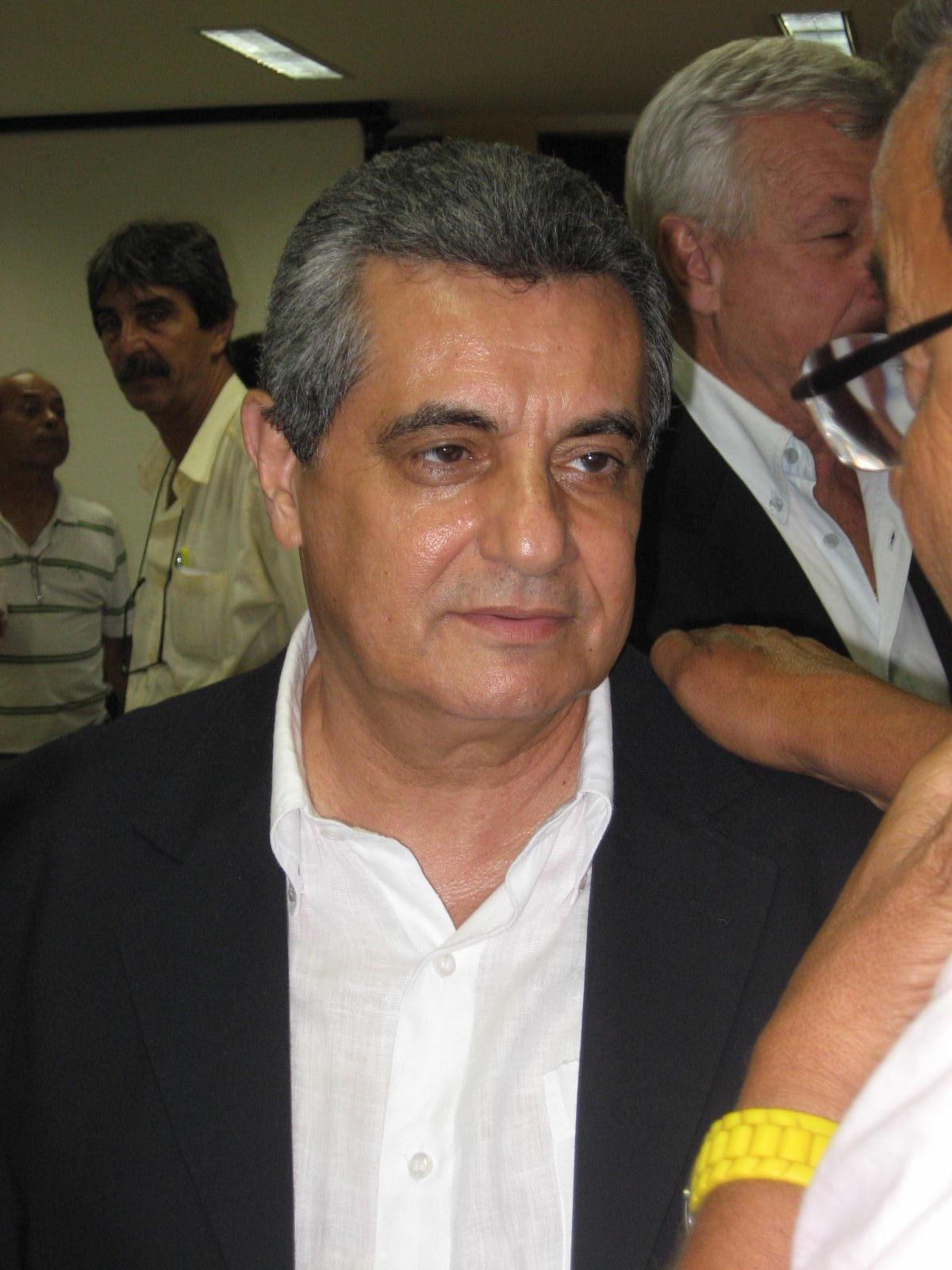
Rubens Lopes

Rubens Lopes da Costa Filho (15 de julho de 1946), mais conhecido como Rubinho é um dirigente esportivo brasileiro que atualmente preside a Federação de Futebol do Estado do Rio de Janeiro.
Rubens Lopes também foi presidente do Bangu Atlético Clube e foi durante muito tempo vice presidente da federação, durante o mandato de Eduardo Viana, também conhecido pelo apelido Caixa D´Água.
É também médico, formado pela Escola de Medicina e Cirurgia da UNIRIO. Em 2008 recebeu a Medalha Tiradentes.